# Phnom
Het woord Phnom betekent heuvel of berg in het Khmer. Dit woord komt veel voor in plaatsnamen in hedendaags Cambodja, zoals Phnom Penh (de heuvel van Penh).
Het woord zou in het begin van de jaartelling meer uitgesproken worden als Bnam en de Chinezen hebben hiervan waarschijnlijk de naam afgeleid die zij gegeven hebben aan een van de eerste Khmer rijken, Funan.